# Tempio G di Selinunte

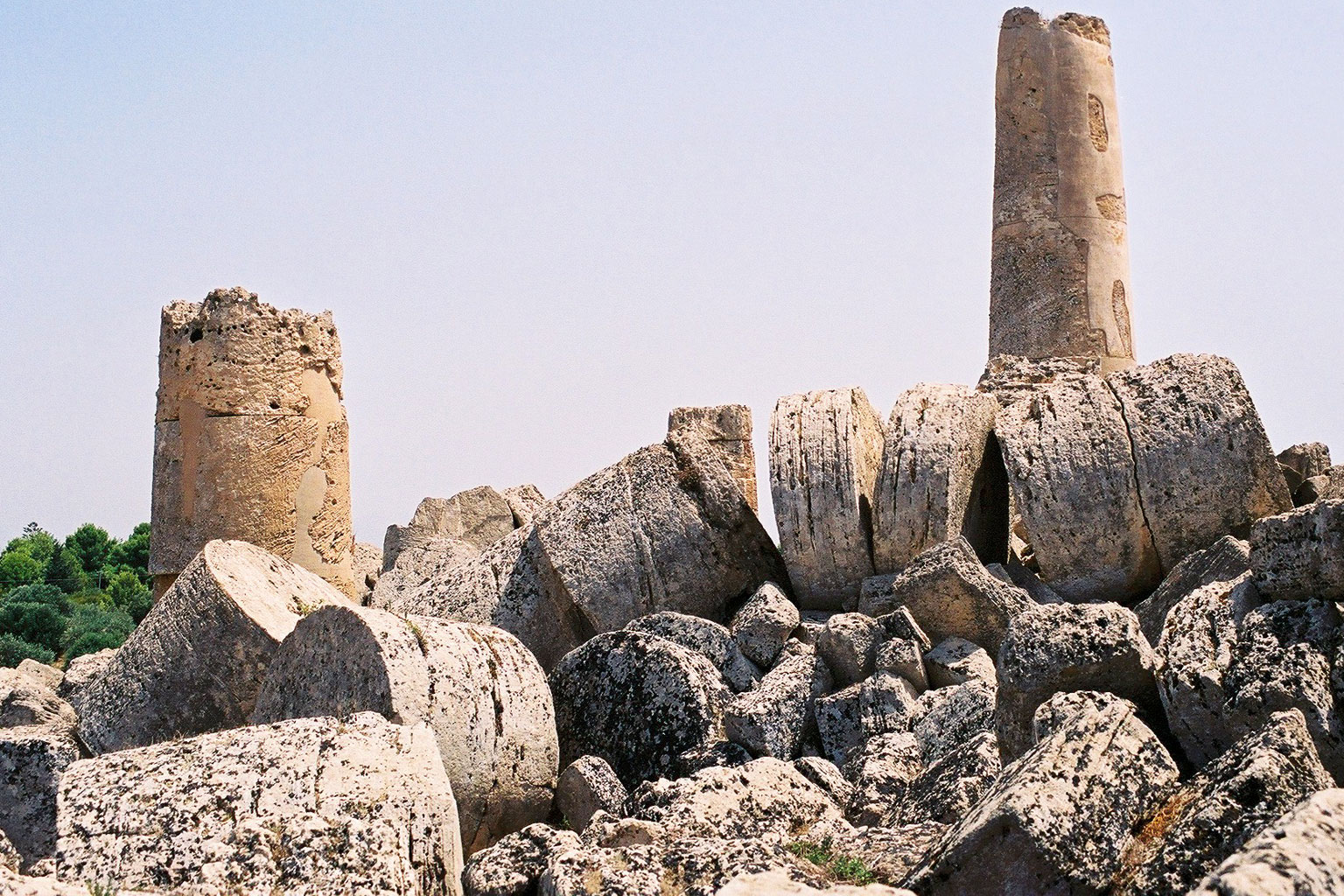
Ruderi del tempio G

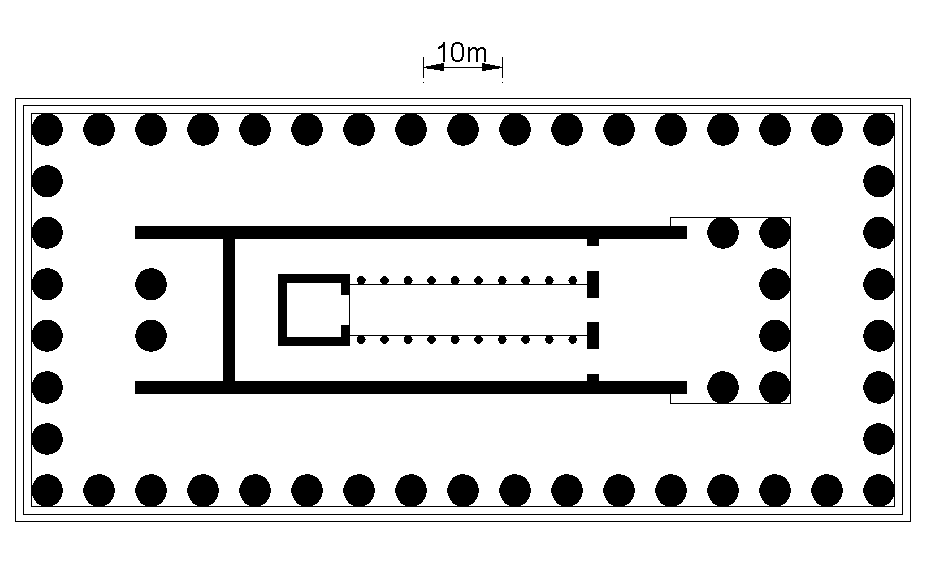

Il Tempio G a Selinunte, in Sicilia, è un tempio greco di ordine dorico, il più grande dell'occidente greco dopo il Tempio di Zeus Olimpio di Akragas, l'odierna Agrigento (dimensioni 45,97x109,12).
Posto sulla collina orientale che accoglie i resti di alcuni dei templi dell'antica città greca, era probabilmente dedicato ad Apollo.
La datazione è piuttosto incerta tra il VI ed il V secolo a.C. La costruzione fu probabilmente effettuata in periodi diversi andando incontro anche a modifiche estetiche passando dalla facciata ad est, più arcaica, a quella ovest, di ispirazione più classica. Non è mai stato ultimato e oggi è completamente in rovina se si eccettua una colonna ricostruita denominata, per la sua forma, "fuso della vecchia".
Il tempio presentava 8 colonne sul fronte e 17 sui fianchi. Il peristilio circondava un naos suddiviso in 3 navate. Viene ipotizzato, anche a causa delle dimensioni, che si trattasse di un tempio ipetrale, cioè non coperto.

## Anastilosi e ricomposizione
Per anni fra gli archeologi è stato intenso il dibattito sulla cosiddetta anastilosi del Tempio G, cioè la sua ricostruzione con elementi integralmente originali. Tale ipotesi, avversata da alcune personalità dell'archeologia, era stata invece caldeggiata in passato dall'archeologo Sebastiano Tusa. 
Le indagini iniziano nel 2010, dirette dell'archeologo Mario Luni e con la collaborazione di Valerio Massimo Manfredi: è di quel periodo un primo modello virtuale di anastilosi dell'intero edificio.
Successivamente anche Vittorio Sgarbi, da assessore dei Beni Culturali della Sicilia, aveva ipotizzato l’anastilosi del Tempio G con un finanziamento interamente affidato a sponsor privati. 
Tuttavia, anche a seguito delle polemiche, questo non prese mai corpo.
Nel 2022 la Regione Siciliana, su impulso di Alberto Samonà, assessore regionale dei Beni culturali, annuncia che da oltre un anno è all'opera un gruppo di lavoro di archeologi composto da Valerio Massimo Manfredi, Claudio Parisi Presicce e Oscar Mei, e di avere finanziato il progetto, che prevede il restauro e la ricomposizione di 3 gigantesche colonne del lato meridionale del tempio, di cui sarebbero individuati gli elementi strutturali. Colonne che nel progetto della Regione Siciliana saranno rialzate e ricollocate con i relativi capitelli.